# Tusson
Tusson è un comune francese di 234 abitanti situato nel dipartimento della Charente, nella regione della Nuova Aquitania.

## Storia

### Simboli
Il comune ha adottato come proprio emblema lo stemma del convento delle monache di Tusson, documentato anche nell'Armorial Général de France del 1696.

## Società

### Evoluzione demografica
Abitanti censiti